# Jamaicai lombgébics
A jamaicai lombgébics (Vireo modestus) a madarak osztályának verébalakúak (Passeriformes) rendjébe és a lombgébicsfélék (Vireonidae) családja tartozó faj.

## Rendszerezése
A fajt Philip Lutley Sclater angol ornitológus írta le 1860-ban.

## Előfordulása
Jamaica területén honos. A természetes élőhelye szubtrópusi és trópusi síkvidéki- és hegyi esőerdők, lombhullató erdők és cserjések. Állandó nem vonuló faj.

## Megjelenése
Testhossza 12,5 centiméter, testtömege 9-11 gramm.

## Életmódja
Főleg rovarokkal táplálkozik.

## Külső hivatkozások
- Képek az interneten a fajról
- Xeno-canto